# Björn Julin
Rolf Harald Björn Julin, född 1 september 1902 i Stockholm, död 8 april 1971 i Leksand, var en svensk målare. 
Han var son till sjökaptenen Fredrik Emanuel (Manne) Julin och Anna Josefina Westerberg och från 1934 gift med Maja Thunman. Efter avslutad skolgång i Eskilstuna studerade han vid Eskilstuna tekniska skola. Han var värvad som soldat vid Upplands regemente 1923-1927 och bedrev från omkring 1917 självstudier inom konsten. Han studerade vid Figge Fredrikssons målarskola i Stockholm 1928 och under studieresor till Nederländerna, Belgien, England och Tyskland. Han bosatte sig 1931 i Leksand men flyttade efter något år till Falun. Han debuterade med en separat i Eskilstuna 1931 och genomförde därefter separatutställningar i bland annat Stockholm och Malmö. Han medverkade regelbundet i samlingsutställningar med Dalarnas konstförening sedan 1932. Hans konst består av gatumotiv från Falun, landskapsbilder från Dalarna, ofta med en flik av Dalälven, samt blomsterstilleben.